# Eremanthus
Eremanthus é um género botânico pertencente à família Asteraceae.